# Улица краља Петра I (Сомбор)
| Улица краља Петра I | Улица краља Петра I                                       |
| ------------------- | --------------------------------------------------------- |
|                     |                                                           |
| Почетак             | Зграда Жупаније, Венац војводе Степе Степановића          |
| Крај                | Зграда Препарандије, Венац војводе Радомира Путника       |
| Дужина              | 631 m                                                     |
| Ширина              | 30 m                                                      |
| Створена            |                                                           |
| Названа             | 1992.                                                     |
| Стари називи        | Улица Лајоша Кошута, Улица краља Александра, Маршала Тита |
|                     |                                                           |
|                     |                                                           |
| Улица краља Петра I |                                                           |

Улица краља Петра I  је средишња градска  улица у Сомбору. Смештена је у центру града. Простире се од зграде Жупаније до зграде Препарандије. Ова улица је унутар "Венца"- четири широке улице које омеђују старо језгро града ( некадашњи "Шанац" а данашњи "Венац" настао је на месту одбрамбеног турског шанца ископаног око 1684/85.године). Улица краља Петра I једна је од староградских улица пуних живота.

## Старо градско језгро града
Улица краља Петра I је улица која се налази унутар старог градског језгра Сомбора а које је уоквирено са четири „венца“:
- Венац војводе Степе Степановића,
- Венац војводе Живојина Мишића,
- Венац војводе Петра Бојовића и
- Венац војводе Радомира Путника.

Улица краља Петра I спаја Венац војводе Степе Степановића и Венац војводе Радомира Путника.

## Улица кроз историју
Средишња градска улица још од половине 18. века се простирала од Жупаније до Светођурђевског трга, а касније све до почетка Бајског пута (данашња Војвођанска улица). У том периоду је са њене јужне и са северне стране  била окружена шанцем са водом те је улаз у улицу све до половине 19. века био могућ само преко два мала дрвена моста. Један мост се налазио код данашњег парка, а други код садашње зграде Препарандије. Због њене ширине деценијама се овде налазила и житна пијаца. На њеном средишту простирао се Трг Светог Ђорђа.
Део улице од Трга Светог Ђорђа до здања Препарандије раније није сматран главном улицом, па је у 18. веку називан Бајским путем, што ће, касније, дуго деценија бити име садашње Војвођанске. Овај део  је тек након Другог светског рата постао делом главне улице, којој је природно и припадао.
Од друге половине 19. века постала је привредно средиште града.
Године 1874. uлица је први пут добила калдрму. Средина улице била је калдрмисана крупном коцком, а већи део улице, између тротоара и коловоза, калдрмисан је ломљеним каменом. Године 1905. тротоар на Главној улици до Трга Светог Ђорђа је асфалтиран, а од трга до зграде Препарандије 1909. године. Коловоз је од 1930. године калдрмисан ситном коцком, а потпуно је асфалтиран 1970. године.
Детаљно је реконструисана током 2007/08. Године.  Преостали радови и пројекти за урбани мобилијар су урађени 2009. и 2010. године и улица је завршена постављањем фонтане августа 2011. године.
Дуго времена Главна улица је била без зеленила, а прва стабла су биле украсне тополе посађене почетком педесетих година 20. века. Деценију касније,1960.године посађена су и 52 стабла платана (тополе су још неко време стојале уз њих, после чега су повађене). Између 2007. и 2010. године током трајања детаљне реконструкције Главне улице уклоњено је старо и посађено ново, по врсти примереније дрвеће - црвени храст. 
Улица краља Петра I је дужине 631 метар (од Дома ЈНА  до Жупаније). Ширина улице је највећим делом 30 метара.
Од 1969. године сомборска Главна улица је, са свим старим здањима која се у њој налазе, добила статус заштићеног споменика културе.

### Назив улице
Кроз историју улица је мењала називе. У другој половини 19. века, па све до 1918. године носила је име Лајоша Кошута једног од предводника Мађарске револуције 1848/49. године. После Првог светског рата улица добија име тадашњег престолонаследника, касније краља Александра. Након Другог светског рата улице су добијала имена најчешће револуционарна и партизанских хероја, или и појмова и места везаних за антифашистичку борбу. Тако је Главна улица добила назив улица Маршала Тита. 
Почетком деведесетих година 20. века (1992. године), распадом СФРЈ улица Маршала Тита је добила име улица Краља Петра I.

## Суседне улице
- Венац Степе Степановића
- Улица Аврама Мразовића
- Улица Читаоничка
- Улица Лазе Костића
- Улица Вељка Петровића
- Венац Радомира Путника

## Тргови

### Трг Светог Ђорђа
Најстарији и највећи сомборски градски трг који се налази на Главној улици, име је добио по Светођурђевској цркви, простирао се од цркве до почетка Соларског сокака (Читаоничке улице) с јужне и до палате "Ин форо" данас Робне куће Београд, и са Светођурђевском црквом, са северне стране.
Трг је поплочан 1874. године. Град је затим Трг уредио током 1938. године, када је постављена подлога од савског шљунка и цемента, а на бетонску плочу стављен је камен и постављени су ивичњаци.
Деведесетих година 19. века Трг је озелењен младицама бођоша, који су, након више од једног века, замењени приликом реконструкције Главне улице и Трга 2007/08. године. 
После Другог светског рата назив трга био је промењен у Трг ослобођења, а од почетка деведесетих година 20. века носио је име Трг слободе. Старо име Трга враћено је тек почетком овог века.
Од 1969. године Трг и сва стара здања која се овде налазе добила су статус заштићеног споменика културе.

### Жупанијски трг (Трг цара Уроша)
Све до друге половине 19. века испред здања Жупаније налазило се градско вашариште, односно сточна пијаца. Омањи трг испред зграде начињен је одмах по њеној изградњи (1805-1808). Почетком тридесетих година 19. века каменом је поплочан тротоар око зграде Жупаније, а 1841. године калдрмисан је дрвеним коцкама и трг испред Жупаније. Сточна пијаца ускоро је делимично измештена, а испред зграде су посађени омањи дрвореди, поред којих су начињене стазе.
Када је између 1880. и 1882. године обнављана и проширена зграда Жупаније, дотадашњи дрвореди и стазе били су уклоњени и Одбор за улепшавање града препоручио је да испред Жупаније буде посађен парк. Непосредно испред здања Жупаније направљен је 1886. године омањи трг са садницама четинара тисе, поређаним у полукруг и резидбом купасто обликованим, које и данас постоје. Ипак, до настанка великог Жупанијског парка требало је чекати још дуже од деценије (до 1898).
Трг испред Жупаније је, крајем 19. века, носио име Трг Слободе, а затим је назван по имену аустроугарске царице Јелисавете. После Првог светског тг добија име по српском цару Урошу, последњег владара из лозе Немањића. У време мађарске окупације (1941-1944) трг добија име по адмиралу и регенту Миклошу Хортију, а по ослобођењу му је враћен назив цара Уроша.
Трг је асфалтиран шездесетих година 20. века, а приликом реконструкције Главне улице 2008. године уређен је у архитектонском складу са Главном улицом и парком.

## Улицом краља Петра I
Захваљујући својој дугој историји у улици Краља Петра I данас се налазе многобројни објекти проглашени за споменике културе, споменици подигнутим значајним личностима као и многе значајне институције. Улица краља Петра I почиње од здања Жупаније, као и од Жупанијског трга (трг цара Уроша) а завршава се код зграде Препарандије.

### Жупанија
Након повлачења Турака 1687. године Сомбор је припао Бачкој жупанији. Године 1749. 17. фебруара  Сомбор је добио статус слободног и краљевског града, те је као такав од тада био изван територијалне надлежности Бачке жупаније. Жупанија није имала стално седиште и октобру 1753. године царица Марија Терезија је препоручила да то буде у Сомбору, као природном средишту жупаније.
Градња двоспратнице, са основом у облику недовршеног правоугаоника, започела је 1805. године. На њој су, осим радника, као и коморских поданика из околних села, који су радили у склопу своје радне обавезе или кулука, радили и француски ратни заробљеници, којих је у време рата Аустрије са Наполеоном било у Сомбору око 600. Већ 1807. године зграда је била стављена под кров, а зидање је потпуно завршено 1808. године. Унутрашње уређење новог жупанијског здања завршено је 1809. године, када су у овде премештене и све жупанијске службе.
Током година Жупанија је дограђивана, уређивана, реновирана. На првом спрату средишњег дела смештена је скупштинска сала. У Великој сали је 20. фебруара 1898. године постављена импозантна слика Франца Ајзенхута "Битка код Сенте", насликана уљаном техником на једноделном платну, величине четири метра по вертикали и седам метара по хоризонтали, у раскошном позлаћеном раму.
Седиште Бачке жупаније Сомбор је био све до 1925. године, када су некадашње жупаније у Војводини укинуте одлуком државних власти Краљевине СХС. У годинама које су следиле у њој је било седиште Бачке области, средиште Сомборског среза, седиште Касационог суда и Врховног државног тужилаштва. Зграда је од 1929. до 1933. године имала статус "банског дома".
Здање Жупаније је 1933. године Државни ерар Краљевине Југославије предао у власништво града, уз услов да у згради остане седиште среског начелства. 
У време окупације (1941-1944), у овом здању поново се налазило седиште обновљене Бачко-бодрошке жупаније. Непосредно након ослобођења Сомбора, током 1944/45. године, у Жупанији се налазио партизански војни суд и затвор партизанске војне управе. Након Другог светског рата у згради Жупаније било је седиште среских власти, а од 1963. године овде је из Градске куће премештена и служба општинске управе. Године 1975. обновљена је Велика сала здања Жупаније.
Од 21. августа 1947. године здање Жупаније је, прво у Сомбору, стављено под заштиту државе, а од 1991. године има статус културног добра од великог значаја.
Зграда је током последње две деценије обнављана у етапама (кров, спољна и унутрашња фасада, унутрашњост здања), а у здању Жупаније данас је седиште Скупштине Града Сомбора, градоначелника и Градске управе, Западнобачког управног округа, те више државних служби.

### Кућа др Косте Поповића
На крају леве стране Главне улице (према парку),налази се једноспратница која је припадала сомборском адвокату и политичком прваку др Кости Поповићу. Саграђена је 1865. године у стилу романтизма, на месту где се раније налазила кућа знаменитог сомборског просветитеља, књижевника и градског сенатора Аврама Мразовића (1756-1826).
Фасада куће је по хоризонтали подељена на венце којима су раздвојени приземље и спрат, са наглашеним средишњим ризалитом који од остатка фасаде раздвајају полустубови у приземљу вишеугаони, а на спрату полукружни, са капителима. На средини здања је дугачак балкон од кованог гвожђа, на који излазе два прозора и средишња врата. Са обе стране зграде налази се још по један велик прозор, а на врху зграде је забат украшен цветном круном.
Од 1969. године здање Косте Поповића има статус заштићеног споменика културе, а од 1991. године и статус културног добра од великог значаја.

### Сингерова зграда
Године 1889. отворен је у Сомбору фото-атеље Шамуела Сингера (Сингер Саму), брата познатог новосадског фотографа Јозефа Сингера. Сингер је израђивао портрете, а бавио се и репортажном фотографијом, па и фотомонтажом.
У стилу мађарске сецесије сазидана је 1910. године на левој страни Главне улице зграда у којој се налазио фотографски атеље Шамуела Сингера, по коме је ово здање и добило име. 
Сингерово здање сазидано је на правоугаоној основи, као једноспратница са уличне, а двоспратница са дворишне стране. Зграда на фасади прочеља има три велика прозора, док су на бочним крилима зграде два мања зидана балкона које држе по две јаке конзоле, а којима припада и по један мањи правоугаон прозор. У приземљу зграде налазила су се три велика правоугаона излога, раздељена јаким полукружним стубовима. Испод балкона, на левом крилу зграде, налазила су се правоугаона врата, а испод балкона на десном крилу био је улаз у зграду. На средини крова, изнад предње фасаде, налазила се дрвена мансарда у чијем је подножју био натпис на немачком "Сингеров фотографски атеље", а са обе стране крова била је по једна мања застакљена дрвена баџа.
Од 1969. године ово здање има статус заштићеног споменика културе.

### Кућа Ђуле Фалционеа
Потомак италијанске породице Фалционе, досељене у Сомбор након ратова са Наполеоном и касније мађаризоване, сомборски трговац Јулије Ђула Фалционе, купио је 1863. године стару породичну кућу породице Палковић. Ђула Фалционе је од градских власти затражио сагласност да на месту старе подигне нову кућу.
Године 1868. начињен је архитектонски план његовог новог здања, које је подигнуто као једноспратница, са фасадом у стилу романтизма.
Својим краћим делом зграда се налазила на Главној улици, а дужим делом на "Венцу", окренута према Жупанији. На врху угаоног прочеља зграде стојао је касније натпис Јулија Ђуле Фалционеа, на мађарском језику, као власника и оснивача задужбине којој је била приложена и ова зграда.
У приземљу ове једноспратнице, чије се дуже крило налазио на "Венцу", биле су смештене бројне продавнице са лучним улазима и излозима, који су око 1910. године преуређени у правоугаоне.
Крајем двадесетих година 20. века ова једноспратница имала је 19 просторија на спрату и 11 у приземљу. 
Од 1969. године здање Јулијана Ђуле Фалционеа има статус заштићеног споменика културе, а исте године ово здање је обновљено (излози су касније поново враћени у првобитан облик). Данас је фасада старе једноспратнице Ђуле Фалционеа у изузетно лошем стању.

### Градска библиотека (Некада сомборска Штедионица)
Сомборска штедионица основана је јула 1868. године као плод привредног напретка Сомбораца, који су се залагали да град добије своју самосталну банкарску кућу. 
Првобитно је била смештена у кући Андрије Фалционеа на Главној улици, који је дуго година био и управник банке. 
Јачањем Штедионице указала се потреба за већим пословним простором, па је 1874. године купљен плац куће на углу Главне и Тихе улице (Аврама Мразовића), где је 1877/78. године, према пројекту пештанског архитекте Рудолфа Раја, сазидана једноспратница Сомборске штедионице у стилу неоренесансе. 
Зграда је саграђена у облику слова L, тако да прочеље гледа на Главну улицу, а дужи део зграде налазио се у Тихој улици (данашња Аврама Мразовића), али са те стране зграде није било улаза. На фасади са Главне улице постоје два бочна испада у којима су смештена велика полукружна врата и капија изнад којих стоји рељеф главе девојке са пчелињом кошницом на глави - знаменом штедње и богатства. Између бочних испада налазе се троја врата, такође полукружног облика, али мањих димензија. Фасада приземља начињена је у декоративној рустици. На спрату прочеља налази се тераса која се ослања на велике конзоле, као и три средишња и два већа бочна прозора.
После Другог светског рата овде је било градско седиште Народне банке Југославије, па Комуналне банке, а затим, кратко време, и Народног универзитета. До данас су изнад улазних врата и изнад капије овог здања сачувани симболи штедионице - женска глава са кошницом, а у приземљу степеништа још се налазе тешке старе велике челичне касе некадашње Сомборске штедионице.
Сомборска Градска библиотека 1959, у години када је прослављала 100 година рада, градске власти су одлучиле да ова културна установа своје стално седиште добије је у згради некадашње Сомборске штедионице. У приземље садашње зграде усељена је, у септембру 1961. године, прво библиотечка читаоница, па позајмно одељење, а две године касније, у октобру 1963. године, на спрату је смештена и читаоница за научни рад. Игром случаја, зграда Штедионице, чији је Карло Бијелицки био књиговођа, постала је тако и седиште ове институције коју је он основао један век раније, а Градска библиотека је у називу понела име свог оснивача.
Током 1988. године у продужетку Градске библиотеке дограђено је здање на три нивоа, које се налази у улици Аврама Мразовића. Детаљна обнова здања некадашње Сомборске штедионице, а данашње Градске библиотеке "Карло Бијелицки", завршена је у јесен 2005. године. Реконструкција крова здања Градске библиотеке рађена је током 2014/15. године, а фасада је обновљена у јесен 2016. године. 
Од 1969. године ово здање има статус заштићеног споменика културе.

### Кућа Јаше Лалоша
На месту данашњег здања, саграђеног пре више од једног и по века, налазиле су се, почетком 19. века, две куће - скромна једноспратница трговца Димитрија Риђичког и приземно здање Михаила Маширевића, које је 1844. године купио Тодор Попарић. Здања Риђичког и Попарића купио је 1853, односно 1859. године, имућни Сомборац Јован Лалошевић и на њиховом месту ускоро је подигао своју лепу и велику класицистичку једноспратницу, са барокном капијом у приземљу и балконом од кованог гвожђа (чија је првобитна ограда касније замењена), на шест масивних конзола. 
Приземље зграде се током година користило за разне намене.
Здање је после Другог светског рата делимично национализовано. Обнова ове зграде завршена је у пролеће 2016. године.

### Семзеова палата
Године 1850. у Сомбору је, од Карла Латиновића, кућу и 270 јутара земље у пределу салашког насеља Шикаре купио Јанош Семзе, житељ Пригревице. Четврт века касније, 1874. године, из Пригревице у Сомбор је прешао и Јулије Ђула Семзе, велепоседник, касније и посланик у Угарском сабору. Исте године је званично примљен за житеља слободног и краљевског града Сомбора и одмах је добио сагласност да на свом земљишту, на Главној улици, на коме се раније налазила стара једноспратница Петра Веселиновића и његовог сина Тодора, сагради нову једноспратницу.
Једноспратницу зидану у стилу неоренесансе Јулије Семзе је подигао 1878. године. Фасада Семзеове палате имала је два испада са еркерима, а на средишњем делу спрата налазили су се прозори са високим натпрозорницима и балконом ослоњеним на три конзоле, од којих се две настављају у виду коринтских стубова (испрва, балкон је био зидан, а касније је, током друге деценије 20. века, начињен од кованог гвожђа). Испод балкона се налазио полукружни улаз са лунетом, изнад које су две фигуре амора. Широки кровни венац био је богато профилисан конзолама са цветним украсима и лављим главама на ободима венца. У приземљу, чија је фасада обрађена у декоративној рустици, налазили су се полукружни излози радњи који су касније, почетком 20. века избијени, што је нарушило склад и лепоту овог здања, а фасада је тиме добила примесе еклектицизма. У холу спрата налазе се два прозора и врата са витражом начињеним крајем 19. века, украшеним венцем са четири розете и са аморима.
Током времена мењала је своју намену и функцију. Од 1963. године овде је смештена Матична канцеларија сомборске општине. 
Обнова некадашње Семзеове палате започела је 2006. године, а завршена је 2008. године.
Од 1969. године здање Јулија Ђуле Семзеа има статус заштићеног споменика културе.

### Сомборска српска читаоница
Старањем угледних и учених сомборских Срба основана је 12/24. марта 1845. године Српска читаоница. Читаоница је деценијама била покретач културног, друштвеног и политичког живота овдашњих Срба.
Током година просторије Српске читаонице мењале су адресу и након више деценија сељакања, за Божић 1881. године сомборски српски прваци су одлучили да се сазида и њено здање. Градња је почела  у пролеће 1882. године на углу Соларског сокака и Глевне улице. Камен темељац здања Српске читаонице, положен је 25. маја 1882. године. 
Зграда је једноспратница у стилу еклектицизма, сазидана је у облику слова L - западна фасада гледала је на Главну улицу, а северна на Аџијин или Соларски сокак (данашња Читаоничка улица). На спрату западне фасаде налазила су се три полукружна прозора између којих је постављен по један јонски стуб, док су се два јонска стуба налазила на крају фасаде, а у приземљу су била полукружна врата са два полукружна излога. Северна фасада зграде била је истоветна са западном, са истоветним испадом и полукружним прозорима на спрату и у приземљу (у приземљу уоквиреним широким рустичним појасом). Касније ће доњи полукружни излози и улазна врата грубо бити преправљени у квадратне, али ће приликом последње обнове овог здања приземљу бити враћен првобитан изглед. На врху обе фасаде, у најужем центру Сомбора, великим златним словима, у време францјозефовске Аустроугарске, стојао је ћирилични натпис Српска читаоница.
Просторије Читаонице налазиле су се на спрату а приземљу су били локали за издавање.
Током Првог светског рата сомборској Српској читаоници била је забрањена свака делатност, њене просторије биле су коришћене за разне војне сврхе, па је том приликом оштећен знатан део имовине Читаонице. Од 1915. о 1918. године у здању Српске читаонице била је смештена сомборска Трговачка академија. Одмах по завршетку рата Српска читаонице је обновила рад. 
У време Другог светског рата, Српској читаоници поново је био забрањен рад, а зграда је, услед ратних дешавања и боравка бугарских војника у њој након ослобођења 1944. године,, била веома руинирана.
Рад Читаонице је обновљен одмах после ослобођења, а 1957. године, послератне власти су, у систематском брисању националних одредница, из њеног имена избрисали национални предзнак српска и придодали јој име њеног члана Лазе Костића. Ћирилични натпис са називом "Српска читаоница", који је стојао на врху зграде чак и у време Првог светског рата, био је уклоњен.
Вољом Скупштине чланова Читаонице враћена је 1991. године национална придевска одредница, па је њен данашњи назив Српска читаоница "Лаза Костић", а потом је враћен и стари натпис на здању Читаонице. Постепено се сомборска Српска читаоница враћала својим културним и књижевним делатностима, као давно прокламованој првобитној замисли својих утемељитеља.
Зграда Српске читаонице темељно је обновљена током друге половине деведесетих година 20. века. 
У обновљеној великој сали Читаонице смештена је збирка од 20 портрета славних чланова Српске читаонице, које је током 1999. године насликао и даровао њен доживотни почасни председник сомборски сликар Сава Стојков (1925-2014). Од 1969. године ово здање има статус заштићеног споменика културе.

### Кућа Паланачких
Зидање једноспратнице богатог сомборског трговца Стевана Попића започело је 1872. године, а довршено је до маја 1873. године. 
После смрти Стевана Попића кућу и велике земљишне поседе наследиле су његова сестра Марија, удовица сомборског архивара Димитрија Паланачког и њена кћер јединица Јулијана Јулча Паланачки, сестричина Стевана Попића. Године 1888. нове власнице су, у знатној мери промениле фасаду Попићевог здања, која је преправљена у стилу неоренесансе.
У кућу Паланачких 1895. године настањује се Лаза Костић оженивши се Јулијаном Паланачки која га је четврт века стрпљиво чекала.
Лаза Костић у овој кући ће живети све до новембра 1910. године, када је отишао на лечење у Беч, где је и умро 9. децембра исте године. Овде ће између 1900. и 1902. године настати позната Костићева књига "О Змају", а нешто раније и преводи Дернбургових "Пандекта", па поновни преводи Шекспирових дела "Ричард III" и "Ромео и Јулија", као и најлепша песма српске љубавне лирике "Санта Мариа делла Салуте".
После Јулијанине смрти у октобру 1909. године и смрти Лазе Костића у децембру 1910. године, кућа Паланачких је, као и већи део имовине, према завештању припала сомборској Српској православној црквеној општини и задужбини Јулијане Паланачки. Послератне власти су здање у коме је живео Лаза Костић национализовале, занемарујући племенито завештање велике сомборске добротворке.
Од 1969. године некадашња кућа Паланачких има статус заштићеног споменика културе, а од 1991. године и статус културног добра од великог значаја.

### Трговачко-занатлијска банка и српски певачки дом
Сомборску Трговачку и занатлијску банку основао је 1871. године овдашњи имућни трговац и привредник Симеон Сима Бикар, који је био и њен први председник. 
Првобитно је Трговачка и занатлијска банка закупљивала седам просторија у власништву сомборске Српске православне црквене општине, а током 1887/88. године почела је да подиже своју зграду на Тргу Светог Ђорђа. 
Зграда банке настала је на месту некадашње куће која је у 18. веку припадала Мојсеју Путнику, бачком владики (1757-1774), а касније и митрополиту карловачком (1781-1790), а затим је, током прве половине 19. века, записана у поседу трговца Стипана Зомборија, потомка знамените сомборске буњевачке породице Сомборчевић, која је своје некадашње презиме половином 18. века мађаризовала. 
Једноспратница Трговачке и занатлијске банке имала је фасаду у стилу неоренесансе, са рустично декорисаним приземљем у коме су се налазили правоугаони излози и улазна капија. На спрату зграде било је пет полукружних прозора са завршецима у виду конзола, а на средини је стојао балкон који су држале три моћне конзоле. Изнад кровног венца налазио се средишњи, издужен полукружан забат, а са оба краја зграде био је још по један мањи полукружан забат. Између забата налазили су се издужени украси, слични вазама, а на крову зграде било је пет округлих баџа. На врху крова, све до педесетих година 20. века, стојао је на жичаној основи велик ћириличан натпис Српски певачки дом, који је касније замењен паролом Живео Тито. 
Након гашења Трговачке банке, зграду је преузела Мађарска аграрна штедионица, а од њих је ово здање 1911. године купила сомборска Српска певачка дружина, основана 1870. године, која је у дворишту зграде имала свој дом. Зграда је током година мењала "станаре" а данас овде своје просторије има Градско културно-уметничко друштво "Раванград", као и подружница Кола српских сестара. Зграда је обновљена 2005. године. Од 1969. године ово здање има статус заштићеног споменика културе.
У дворишту некадашње зграде сомборске Трговачке и занатске банке, коју је од Мађарске аграрне банке 1911. године откупила овдашња Српска певачка дружина (основана 1870. године), налазила се још једна, нешто раније (1895) подигнута једноспратница, правоугаоне основе, са фасадом од цигле. Све до данас његова основна намена није промењена, те су и сада овде просторије Сомборског певачког друштва, које је настављач традиције Српске певачке дружине.

### Градска кућа
Према свом географском положају и својој делатности, Градска кућа је пуна два века представљала најважније средиште Сомбора, а својим обликом и препознатљиво архитектонско знамење града. 
Прва сомборска Градска кућа (или Магистрат) подигнута је на темељима некадашњег здања грофа Јована Јанка Бранковића, који је, од 1717. до 1734. године, био капетан овдашњих граничара. 
Марија Бранковић,удовица Јована Бранковића је  у мају 1749. године, породично здање продала Магистрату тек проглашеног слободног и краљевског града Сомбора, и овде је, 20. августа исте године, свечано постављен, камен темељац за нову Градску кућу. 
Градска кућа представљала је од тог времена средиште политичког и административног живота града, у коме су се налазила сва извршна и законодавна тела градске власти (Магистрата), као и сви носиоци управних звања. У Градској кући одржаване су редовне седнице Магистрата, који је непосредно руководио свим сегментима живота града. Одржаване су и седнице скупштине Бачке (од 1802. године Бачко-бодрошке) жупаније. 
Већ почетком 19. века почело се у Сомбору размишљати о изградњи нове Градске куће јер је дотадашње здање постало премало за све већи број чиновника и помоћног особља запосленог у градској администрацији. 
Изградња нове Градске куће одвијала се етапно, а њено преуређивање и дограђивање започело је и трајало, још током двадесетих и тридесетих година XIX века. До 1842. године саграђен је западни део Градске куће, са торњем, чиме је ово здање коначно било потпуно завршено, а његово средиште и прочеље били су премештени са дотадашњег источног дела и Трга Светог Ђорђа, на западни део здања и Трг Светог Тројства.
Изграђена у стилу неокласицизма, нова једноспратница Градске куће имала је правилну квадратну основу, а у прочељу је подигнут торањ, под којим се налази изражен испад са стубовима и пространим балконом. Северна и јужна фасада зграде биле су архитектонски истоветне, са плитким рељефним оквирима око прозора. На источној страни Градске куће фасада је имала испад, са уским и дугачким балконом под којим се налазе по два пара дорских стубова. Изнад балкона, са источне стране Градске куће, знатно касније, после Другог светског рата, додат је троугласт фронт, сличан оном са западне стране зграде (изнад троугластих фронтова, на испадима са источне и западне стране Градске куће, крајем шездесетих година XX века римским бројевима уписане су године MDCCXVIII и MDCCCXLII, које означавају годину настанка старог Бранковићевог здања и годину завршетка изградње нове зграде. Са западне и источне стране Градске куће налазиле су се масивне улазне дрвене капије. Прве оправке новог здања Градске куће уследиле су око 1854. године. Кров је стављен под нови цреп 1856.године.
Свечана сала је уређивана 1851. године и  1855. године.
Током година следиле су нове адаптације унутрашњости Градске куће, дозиђивање и преуређивање торња (тек крајем тридесетих година XX века). Градска кућа требало је буде темељно преправљена у стилу сецесије, али због Првог светског рата, до преправки није дошло, те је тако сачувано здање из 1842. године.
Године 1976. на торњу Градске куће уграђена су четири велика механичка часовника, а исте године обновљена је и Велика сала Градске куће. Фасада и кров овог здања обновљени су током прве деценије овог века, када су са обе стране зграде враћене и велике улазне капије.
Током година Градска кућа је мењала ,,станаре,, и намену.
Од 1948. године Градска кућа има статус заштићеног споменика културе, а од 1991. године и статус културног добра од великог значаја.

### Палата др Симе Павловића
Једноспратница имућног трговца и земљопоседника Симе Бикара, подигнута половином 19. века налазила се на Светођурђевском тргу, преко пута Градске куће. Кућа се налазила поред здања Сомборске трговачке и занатлијске банке, чији је Сима Бикар био оснивач и дугогодишњи председник. 
Сима Павловић је од наследника Симе Бикара купио његову некадашњу кућу, као и омање приземно здање које се налазило између куће Симе Бикара и приземне куће Јерасовића (на ћошку Соларског сокака или данашње Читаоничке улице), и на њиховом месту је 1910. године сазидао пространу једноспратницу у стилу сецесије. Власници и намена здања су се током година мењали. Од 1969. године некадашње здање др Симе Павловића има статус заштићеног споменика културе.
Данас је Павловићева зграда у свом спратном делу оронула, са фасадом која се љушти и опада, те је изгубила некадашњу лепоту.

### Црква Светог великомученика Георгија (Велика православна или Светођурђевска црква)
Постоји податак да су овдашњи Срби, још у време турске управе, у граду имали малу Светођурђевску цркву.
Нова Светођурђевска црква настала је у самом средишту града, а сомборски српски граничари су је подигли око 1717. године. 
После проглашења Сомбора за слободан и краљевски град, овдашњи православни верници почели су да размишљају о подизању нове Светођурђевске цркве, па је после неколико година прикупљања средстава за изградњу, нова велика саборна градска црква Светог великомученика Георгија подигнута на месту дотадашње, између 1759. и 1761. године. 
Црква је грађена као једнобродна базилика, са проширењима у припрати и певницама и са полукружном петостраном олтарском апсидом, у мешавини стилова барока и рококоа, са неокласицистичким детаљима на прочељу, односно на западној црквеној фасади. Спољашње и унутрашње уређивање трајало је још пуне две деценије након изградње цркве. 
Свега три деценије након изградње нове цркве, уместо старијег црквеног торња подигнут је 1790/91. године садашњи велики торањ. По завршетку изградње постављен је на врх торња велик позлаћен крст, а у позлаћену јабуку испод крста постављена је 3. августа 1791. године повеља о подизању торња. Тиме је црква добила свој коначан, данашњи изглед. Тада су купљена и нова звона. 
Светођурђевска црква је била дуга близу 42 метра, а њена висина до сводова била је 15,2 метра. Црквени торањ био је висок нешто преко 42,5 метра. На торњу се налазио јавни часовник, а у торњу је било шест звона тешких од 55 до 973 кг (по једно од звона са обе православне цркве, уз сагласност Српске православне црквене општине у Сомбору, скинули су мађарски војници у време Револуције 1849. године, да их прелију у топове, али су звона, ипак, сачувана и касније враћена у Сомбор.
Ограда око црквене порте, у облику гвоздених копаља на каменом постољу начињеном од мохачког мермера, постављена је 1864. године. 
Темељна унутрашња обнова Светођурђевске цркве започела је 1866. године, а стари иконостас замењен је новим. Тада су начињене  и нове фреске на своду и зидовима солеје. Дрвени оквир новог иконостаса, нове певнице, Богородичин и архијерејски трон и предикаоница постављени су 1873. године.
Садашњи иконостас сомборске Светођурђевске цркве начињен је у мешавини стилова барока и неокласицизма и изразито је бујне декорације. 
У време Првог светског рата (1915) сва звона са Светођурђевске цркве су скинута и претопљена за ратни материјал, па је православна црквена општина касније морала да набавља нова звона, која су подигнута на торањ 1924. године. Већина црквених прозора је током 20. века украшена је иконама израђеним у витражу. У цркви је сачувано и неколико драгоцених уметнички укоричених руских јеванђеља из 18. века.
Године 1937. обновљена је спољашњост цркве, као и црквени торањ, који је прекривен новим бакром. Том приликом је у јабуци крста пронађена повеља о подизању торња из 1791. године, која је, уз нову повељу, враћена у јабуку након оправке. Обновљена је тада и гвоздена ограда око црквене порте, а сама порта је парковски уређена. Делимична реконструкција унутрашњости цркве започела је 1959. године и трајала је све до 1988. године. Године 1985. црквена звона су електрификована.
Након скоро пола века запуштености после Другог светског рата, црквена порта, спољашњост и кров цркве обновљени су током последње деценије прошлог и прве деценије овог св века. Делимични радови на рестаурацији и конзервацији ентеријера цркве започели су 2009. године. У мају 2011. године свечано је обележена 250-годишњица од завршетка изградње данашње цркве Светог великомученика Георгија у Сомбору. 
Од 1969. године Светођурђевска црква има статус заштићеног споменика културе, а од 1991. године и статус културног добра од великог значаја.
У порти цркве је Велики православни крст из 1795. године који се до после другог светског рата налазио на Тргу светог Ђорђа.

### Старо здање Препарандије (Норме)- Данас Црквена општина
У порти сомборске Светођурђевске цркве, убрзо након изградње данашње цркве (1759-1761), подигнута је и приземна зграда српске основне школе. Аврам Мразовић основао је у овом здању 1. маја 1778. године трогодишњу основну Народну градску нормалну школу, скраћено прозвану "Норма". У овој школи покренуо је и прве тромесечне течајеве за стручно оспособљавање српских народних учитеља. Већ од јесени 1778. године у "Норми" су уведени и редовни двогодишњи течајеви које су похађали српски учитељски кандидати ("препаранди" или "нормалисти"), углавном са подручја Бачке и Барање.
Када се Године 1811, за образовање српских учитеља оснива  Краљевски педагогијум (Српска учитељска школа или Препарандија) у Сентандреји, Аврам Мразовић је дао оставку на место окружног директора православних школа, а сомборска "Норма", са учитељским течајевима, престала је да постоји.
После четири године од оснивања прве Српске учитељске школе (Препарандије) у Сентандреји, она је у јесен 1816. године пресељена у Сомбор, где је смештена у здање некадашње Мразовићеве "Норме". Школа је у овој приземној згради боравила скоро пола века.
Приликом обележавања 200-годишњице од утемељења традиције образовања учитеља у Сомбору (1978) на старо здање Препарандије постављена је спомен плоча која сведочи да се на том месту раније налазила зграда Мразовићеве "Норме", у којој је 1778. године започело прво образовање учитеља на српском језику. 
После вишедеценијског пропадања, некадашња Стара Препарандија, а садашња Црквена општина, почетком овог века је, уз знатну материјалну помоћ града, у потпуности обновљена и сређена. Данас се овде, осим црквених канцеларија и сале, налази и драгоцен архив сомборске Црквене општине, као и њена библиотека.

### Коњовићева палата
Преко пута Светођурђевске цркве налазила се приземна кућа дугогодишњег управитеља сомборске Српске учитељске школе, педагога и писца Николе Вукићевића (1830-1910). Кућа је раније припадала Атанасију Зарићу, Вукићевићевом деди по мајци.
Оженивши се Вукићевићевом ћерком Вером, др Давид Коњовић, угледан сомборски адвокат и посланик у угарском Сабору (отац сликара Милана Коњовића), подигао је 1912. године на месту старе Вукићевићеве куће нову пространу двоспратницу.
Зграда је саграђена у стилу сецесије, са основом у облику потковице, отворена према улици, тако да је средишњи део зграде нешто увучен у поређењу са околним кућама на Главној улици. У средишњем делу налазе се два бочна плитка испада надвишена забатом у облику заобљеног троугла (исто као и бочни кракови), а у приземљу десног испада је улаз у зграду. Фасада је украшена стилизованим круговима, елипсама и правоугаоницима, а прозори су правоугаони. На првом спрату средишњег дела налази се дугачак балкон са оградом од кованог гвожђа. Оба крила која излазе на правац осталих кућа у улици имају по два балкона (на првом спрату са благо полукружном оградом од кованог гвожђа, а на другом у облику правоугаоника).
Коњовићева палата била је прва зграда у Сомбору која је имала лифт и парно грејање, а Давид Коњовић је 1913. године преместио на први спрат нове двоспратнице свој стан и адвокатску канцеларију.
Још пре Другог светског рата (1936) у приземљу левог крила зграде отворена је позната сомборска посластичарска радња "Пеливан" горанске породице Сеадина Таировција. Посластичарница је, док се налазила у Коњовићевој палати, представљала место окупљања отмених Сомбораца, али и напредне омладине, а у њој је редован гост био и чувени сомборски лекар др Радивоје Симоновић. "Пеливан" ће после Другог светског рата (1948) бити пресељен у Вајдингер-палату, а на његовом месту је отворена посластичарница "Дубравка" (касније "Дубрава"), која и данас постоји.
У згради, обновљеној 1981. године, дуго је живео и радио сомборски сликар Милан Коњовић. Овде је чувана његова највреднија породична збирка слика, која је, пренета у Галерију "Милан Коњовић", као и стара породична збирка портрета предака ове знамените сомборске породице.
Од 1969. године ово здање има статус заштићеног споменика културе, а од 1991. године и статус културног добра од великог значаја.

### Палата Николића
Угледни сомборски адвокат др Ђорђе Ђура Николић, угарски краљевски саветник и дугогодишњи градски капетан, подигао је 1906. године на главној улици, на месту своје претходне куће, нову једноспратницу. Градња је завршена 1909. године.
Раније су се на месту Николићеве једноспратнице налазиле две приземне куће - једна на поседу сенатора Аврама Маширевића, а касније његовог сина Лазара и његове браће Саве и Љубомира, а друга на поседу Михаила Маширевића касније у власништву његовог сина Петра Маширевића. 
Преци Ђуре Николића имали су кућу у суседству кућа браће Маширевић, на чијем ће месту бити саграђена палата Николића.
Нова кућа др Ђуре Николића, која се налазила наспрам торња Светођурђевске цркве, имала је фасаду у стилу еклектицизма. На средини зграде налази се ненаглашен испад који је у приземљу имао два полукружна излога и полукружну капију која је била уоквирена са два коринтска пиластра, а на спрату три правоугаона прозора окружена пиластрима и балкон који су држале три конзоле (средња је касније скинута). Два мања испада налазе се на оба крила зграде, са еркерима и малим балконима наткривеним балдахином, које су држале по две конзоле, а изнад сваког еркера налази се мало кубе са по три барокна прозорчета. Између два кубета, на крову, налазе се, такође, три барокна прозорчета са окулусима. На спрату мањих испада налазио се по један велик правоугаони прозор који је излазио на балкон, а у приземљу су била полукружна врата. Између мањих и средишњег испада, на спрату су била још по два правоугаона прозора, испод којих су, у приземљу, били полукружни излози. Приземље зграде касније је потпуно промењено и уклоњени су складни полукружни излози и улазна врата у радње, али је спрат био сачуван у пуној својој лепоти.
Кућа је током година мењала закупце простора у приземљу зграде. Зграда је национализована 1969. године и тада проглашена за заштићени споменик културе. Од 1991. године има и статус културног добра од великог значаја и у њој се налази  већ деценијама сомборски општински Катастар. У дворишту палате Николића касније су изграђени локали са радњицама, а уклоњене су и зидне преграде према пијаци.
Детаљна обнова овог здања, при којој су у приземљу враћени некадашњи полукружни излози, завршена је 2006. године.

### Сомборска Препарандија
Од 15. новембра 1816. године Сомбор је постао седиште "Краљевског педагогическог института србског", како је био званичан назив прве Српске учитељске школе (Препарандије) у време њеног пресељења из Сентандреје у Сомбор. Ова школа деценијама се налазила у некадашњем скромном здању некадашње школе "Норма" Аврама Мразовића, у порти сомборске Светођурђевске цркве.
Управник сомборске Препарандије био је од 1862. до 1871. године овдашњи прота Ђорђе Бранковић (1830-1907), који се касније (1881) замонашио и завладичио као владика темишварски, и који је, са монашким именом Георгије, изабран 1890. године за митрополита карловачког и патријарха српског. Одмах по избору за патријарха Георгије Бранковић је започео велику обнову и изградњу српских цркава, манастира и школа на простору Карловачке митрополије. 
Патријарх Бранковић је 1894. године откупио у Сомбору кућу од наследника некадашњег великог жупана и књижевника Исидора Николића Србоградског. Кућа се налазила на углу Главне улице. Купио је и омању приземну кућа познатог сомборског адвоката Гедеона Леовића. На месту ове две куће је, током 1894/95. године, о трошку патријарха Бранковића, подигнута школска зграда, намењена настави мушких одељења сомборске Српске учитељске школе.
Са копањем темеља почело се у мају 1894. године, а камен темељац свечано је постављен и освећен 2. јуна исте године.
Нова једноспратница сомборске Препарандије саграђена је у неоренесансном стилу, са препознатљивим полукружним угаоним прочељем и са основом у облику слова Л. На угаоном прочељу зграде налазе се три велика прозора на спрату, крунисана барокним украсним картушима, а раздвојени јонским пиластрима, изнад којих је венац са натписом Георгије Бранковић патријарх народу српском. Кров полукружног угаоног прочеља био је у облику полулоптасте куполе. У приземљу прочеља налазила су се три мања прозора, а фасада приземља зграде украшена је рустично. Оба крила зграде имала су по пет великих правоугаоних прозора на спрату, док је приземље крила које гледа на Главну улицу имало пет мањих правоугаоних прозора, а приземље крила које гледа на Бајски пут четири мања правоугаона прозора и правоугаону улазну капију.
Септембра 1895. године у нову школску зграду ушли ђаци мушких одељења сомборске Препарандије. Патријарх је 11/23. јуна 1897. године. у Сремским Карловцима званично потписао Даровни уговор и њиме је, у складу са тадашњим  просветним законима, своје здање пренео у власништво сомборске Српске православне црквене општине, која се овим уговором обавезала да ће га употребити за смештање Српске вероисповедне учитељске школе.
Од школске 1896/97. године сомборска Српска учитељска школа раздвојена је на мушку и женску, али са заједничким наставничким збором и управником, а од 1910. године ове школе су и потпуно раздвојене, а свака од њих имала је сопствени наставни збор и управника, као и своју засебну школску зграду.
Од 1912. године у зграду Препарандије уведено је и електрично осветљење, а знатно су осавремењена наставна учила и школска опрема, као и ђачка библиотека.
У новој згради Препарандије настава мушких одељења Српске учитељске школе одвијала се све до јануара 1915. године, када је, због Првог светског рата, обустављена, а обе школске зграде (Препарандију или Мушку учитељску школу и старо здање у којој је радила Женска учитељска школа) запосела је аустроугарска војска. Са зграде Препарандије скинут је у то време и задужбинарски ћирилични натпис патријарха Георгија Бранковића.
Године 1917. године војска је напустила здање Препарандије и сомборска Црквена општина је овде, привремено, сместила српску основну школу, али су је, убрзо, поново ставили на располагање Учитељској школи. 
Црквена општина, која се, према просветним законима Аустро-Угарске, старала о целокупном српском школству у Сомбору, предала је у лето 1920. године Препарандију и сав школски инвентар (као и зграде свих тадашњих српских основних школа) сомборској политичкој општини, односно државним властима Краљевине СХС. 
Обе учитељске школе у Сомбору (мушка и женска) изгубиле су конфесионални карактер, па су их од школске 1920/21. године похађали и припадници других националности и вероисповести, а школе су прешле под надлежност Министарства просвете Краљевине СХС. Половином 1932. године Министарство просвете донело је одлуку о затварању сомборске Женске учитељске школе, па је од школске 1932/33. г. Учитељска школа почела да ради као мешовита, под називом Државна учитељска школа у Сомбору.
После прекида наставе у време Другог светског рата, школска настава у здању Препарандије обновљена је већ почетком 1945. године и одвијала се све до 1948. године.
У здању Препарандије се, између 1948. и 1963. године, одвијала настава тзв. "Вежбаонице" (основне школе у којој су се за учитељски позив практично припремали ђаци сомборске Учитељске школе), а после пресељења Учитељске школе и "Вежбаонице" у нова здања, овде је било седиште општинских и регионалних просветних служби (Међуопштинског просветно-педагошког завода и СИЗ-а за образовање). Од 1969. године здање Препарандије има статус заштићеног споменика културе, а од 1991. године и статус културног добра од великог значаја. Здање је делимично обновљено 1971. године.
Након што је сомборска Педагошка академија, наследница некадашње Учитељске школе, прерасла 1993. године у Учитељски факултет, Скупштина општине Сомбор је о стогодишњици изградње здања Препарандије (1995) вратила на коришћење задужбину патријарха Бранковића овој високошколској установи, која је непосредан настављач некадашње Српске учитељске школе и баштиник традиције образовања учитеља у Сомбору.
Годину дана касније на Препарандију је враћен ктиторски натпис патријарха Бранковића, а са врха куполе зграде уклоњени су срп и чекић, који су били постављени после Другог светског рата.
Између 2002. и 2010. године трајала је темељна обнова унутрашњости и спољашности Препарандије, која је урађена у више фаза. После завршене обнове, крајем марта 2010. године, сомборски Педагошки факултет (који овај назив има од 2006) у приземљу Препарандије је отворио галерију са сталном ретроспективном поставком познатог сомборског сликара Саве Стојкова (1925-2014), а галеријска збирка увећана је наредних година и сталним поставкама слика сомборских сликара Павла Блесића (1924) и Зорана Стошића Врањског (1936).
На спрату овог здања налазила се и музејска збирка која је сведочила о традицији образовања српских учитеља у Сомбору, као и јединствена и ретка збирка старих школских учила, а овде је била смештена и драгоцена збирка раритета и старих и ретких књига библиотеке Српске учитељске школе.
Сомборска Српска православна црквена општина и Епархија бачка покренуле су 2006. године захтев за повраћај овог школског здања у црквено власништво. У лето 2016. године Агенција за реституцију Републике Србије је наложила Педагошком факултету у Сомбору предају здања Препарандије у државину Епархије бачке.
Из здања Препарандије морала је да буде исељена драгоцена и јединствена културно-историјска поставка и на тај начин је ово школско здање било одузето непосредним настављачима традиције образовања учитеља у Сомбору.
У јесен 2019. године, након што је три године здање стојало празно, овде је смештена Школска управа Западнобачког округа, као и Центар за стручно усавршавање запослених у образовању, који је, крајем 2018. године, основао Град Сомбор.

### Соцреалистични стил и зграде настале у том периоду на Главној улици
Недостатак материјалних средстава у педесетим и шездесетим годинама XX века показао се као спасоносан за очување урбаног средишта града. Сомбор је имао срећу да изградња у соцреалистичком стилу није претерано нарушила старо градско језгро.
На Тргу Светог Ђорђа, преко пута Велике православне цркве, саграђена је једноспратница Робне куће "Београд". Грађена је на простору велике једноспратнице квадратног облика, коју је 1804. године подигао Георгије-Мађар Јанош(Макарјанос), богати сомборски трговац. Та његова кућа звала се палата "ин форо", што у преводу са латинског значи "на тргу".
Зграде саграђене у соцреалистичком стилу у средишту града, а укупно их је двадесетак, настале су у периоду од 1949. до 1970. године. Димензијама и углавном безличном архитектуром, нове зграде су доста грубо нарушавају своје архитектонско окружење богато здањима класичне лепоте свих стилова, од барока до сецесије. 
Већ од седамдесетих година XX века однос и естетска свест о заштити старе архитектуре се полако мењају у правцу очувања архитектонских вредности ранијих времена.
Соцреалистичка изградња текла је у два правца - по рубу "Венцу", односно првенствено на Венцу Степе Степановића и Радомира Путника, и на Главној улици односно на Тргу Светог Ђорђа где су четири подигнута здања нарушила своје окружење. Подизањем троспратнице поред Сингерове куће на Главној улици (1957/58), троспратнице некадашњег Инвест-пројекта на углу Читаоничке улице и Трга Светог Ђорђа (1957/58), четвороспратнице на углу Главне улице и Венца Радомира Путника (1958/59) и, пре свих, зграде Робне куће "Београд" (1968/69), сомборска Главна улица изгубила је на свом естетском складу и оној племенитој архитектонској лепоти по којој је Сомбор био широко познат.

## Споменици и спомен обележја у улици Краља Петра I

### Статуа Вељка Петровић
Године 2017. 15. децембра књижевник Вељко Петровић добио је у родном Сомбору испред Градске библиотеке "Карло Бијелицки", спомен-обележје. За ово изузетно складно знамење заслужно је Удружење грађана "Мој Сомбор".

### Статуа Лазе Костића
На тргу Светог Ђорђа , године 2011. испред куће Лазе Костића, постављена  је добро осмишљена песникова седећа скулптура на клупи. Скулптура је рад вајара Игора Шетера а изливена је у ливници "Станишић" у Ченеју.

### Статуа Ернеста Бошњака
На самом завршетку Трга Светог Ђорђа 2013. године, постављена је скулптура првог јужнословенског кинематографа Ернеста Бошњака. Скулптура је  рад вајара Игора Шетера.

### Чесма
Приликом свеобухватне обнове Трга Светог Ђорђа између 2007. и  2010. године испред источне стране Градске куће  постављена је  камена чесма. Чесму је пројектовао архитекта Сима Јанчић, а извођач радова је била фирма "Хордоши". Подигнута је на месту где је 1890. године из првог артеског бунара у граду потекла здрава пијаћа вода.

### Крст
На тргу Светог Ђорђа, у близини Светођурђевске цркве, поводом њене 250-годишњице, на месту некадашњег великог православног мермерног крста, који је уклоњен пола века раније, постављена је 2011. године његова реплика. Крст је  пројектовао архитекта Сима Јанчић, а извођач радова је била фирма "Хордоши".
Велики православни крст из 1795. године који се ту налазио до после другог светског  рата пренет је у порту Светођурђевске цркве.

### Фонтана
На Тргу цара Уроша и почетку улице Краља Петра I изграђена је фонтана 2011. године.

### Уличне светиљке
Након детаљне реконструкција сомборске Главне улице која је трајала између 2007. и 2010. године улица је обогаћена репликама старих уличних светиљки.

## Галерија
- Улицом краља Петра I
- Поглед на Улицу краља Петра I са њеног почетка
- Поглед на Улицу краља Петра I са њеног краја